# 20405 Barryburke
20405 Barryburke este un asteroid din centura principală de asteroizi.

## Descriere
20405 Barryburke este un asteroid din centura principală de asteroizi. A fost descoperit pe 24 august 1998 la Caussols în cadrul programului ODAS. Asteroidul prezintă o orbită caracterizată de o semiaxă mare de 2,55 ua, o excentricitate de 0,10 și o înclinație de 3,2° în raport cu ecliptica.